# Giochi panarabi
I Giochi panarabi sono una manifestazione sportiva multidisciplinare a cui partecipano le nazioni del mondo arabo. I giochi sono organizzati dall'Unione dei Comitati Nazionali Olimpici Arabi e si sono disputati per la prima volta ad Alessandria, in Egitto, nel 1953. Nonostante numerose difficoltà organizzative ed economiche, l'evento si è svolto quasi sempre con cadenza quadriennale; le donne sono state ammesse a partecipare a partire dal 1985, mentre dal 2004 sono stati introdotti alcuni sport paralimpici.

## Storia
I Giochi panarabi nacquero per idea del primo segretario della Lega Araba Abdul Rahman Hassan Azzam: nel 1947 Azzam presentò un memorandum nel quale proponeva un torneo multisportivo, che avrebbe dovuto coinvolgere tutti i paesi arabi. Il segretario sosteneva infatti che lo sport era il modo migliore per costruire nei giovani l'identità araba ed eliminare tra loro le differenze: le gare quindi, che prevedevano anche sport propri della tradizione araba, dovevano svolgersi ogni anno, in una città diversa. Tuttavia questa idea rimase per qualche anno sulla carta, fino al 1953, quando Ahmed El Demerdash Touny, un egiziano, membro del Comitato Olimpico Internazionale, riuscì a convincere le parti interessate, che dei Giochi disputati da atleti arabi, sarebbero stati un ottimo strumento per la riscoperta dell'identità araba. Fu così che lo stesso anno vennero organizzati i primi Giochi, in Egitto, al quale parteciparono otto nazioni. Dopo quattro edizioni con cadenza quadriennale, anche per difficoltà economiche, fino al 1992, i Giochi furono organizzati solamente due volte. Dal 1992 invece si svolgono regolarmente con cadenza per lo più quadriennale.

## Nazioni partecipanti
| - Algeria - Arabia Saudita - Bahrein - Comore - Egitto - Emirati Arabi Uniti - Gibuti - Giordania | - Iraq - Kuwait - Libano - Libia - Marocco - Mauritania - Oman - Palestina | - Qatar - Rep. Araba Unita - Siria - Somalia - Sudan - Tunisia - Yemen |

## Edizioni
| Anno | Edizione             | Sede                 | Sede                   | Date                     | Paesi | Sport | Atleti |
| ---- | -------------------- | -------------------- | ---------------------- | ------------------------ | ----- | ----- | ------ |
| 1953 | I Giochi panarabi    |                      |                        | 26 luglio 10 agosto      | 9     | 10    | 650    |
| 1953 | I Giochi panarabi    | Alessandria d'Egitto | Egitto                 | 26 luglio 10 agosto      | 9     | 10    | 650    |
| 1957 | II Giochi panarabi   | Libano (bandiera)    | Libano (bandiera)      | 24 agosto 8 settembre    | 10    | 14    | 914    |
| 1957 | II Giochi panarabi   | Beirut               | Libano                 | 24 agosto 8 settembre    | 10    | 14    | 914    |
| 1961 | III Giochi panarabi  | Marocco (bandiera)   | Marocco (bandiera)     | 24 agosto 8 settembre    | 9     | 11    | 1 127  |
| 1961 | III Giochi panarabi  | Casablanca           | Marocco                | 24 agosto 8 settembre    | 9     | 11    | 1 127  |
| 1965 | IV Giochi panarabi   |                      |                        | 2 settembre 14 settembre | 14    | 14    | 1 500  |
| 1965 | IV Giochi panarabi   | Il Cairo             | Repubblica Araba Unita | 2 settembre 14 settembre | 14    | 14    | 1 500  |
| 1976 | V Giochi panarabi    | Siria (bandiera)     | Siria (bandiera)       | 6 ottobre 21 ottobre     | 11    | 18    | 2 174  |
| 1976 | V Giochi panarabi    | Damasco              | Siria                  | 6 ottobre 21 ottobre     | 11    | 18    | 2 174  |
| 1985 | VI Giochi panarabi   | Marocco (bandiera)   | Marocco (bandiera)     | 24 agosto 8 settembre    | 21    | 18    | 3 442  |
| 1985 | VI Giochi panarabi   | Rabat                | Marocco                | 24 agosto 8 settembre    | 21    | 18    | 3 442  |
| 1992 | VII Giochi panarabi  | Siria (bandiera)     | Siria (bandiera)       | 18 agosto 4 settembre    | 18    | 14    | 2 611  |
| 1992 | VII Giochi panarabi  | Damasco              | Siria                  | 18 agosto 4 settembre    | 18    | 14    | 2 611  |
| 1997 | VIII Giochi panarabi | Libano (bandiera)    | Libano (bandiera)      | 13 luglio 27 luglio      | 19    | 20    | 3 253  |
| 1997 | VIII Giochi panarabi | Beirut               | Libano                 | 13 luglio 27 luglio      | 19    | 20    | 3 253  |
| 1999 | IX Giochi panarabi   | Giordania (bandiera) | Giordania (bandiera)   | 15 agosto 31 agosto      | 21    | 26    | 5 504  |
| 1999 | IX Giochi panarabi   | Amman                | Giordania              | 15 agosto 31 agosto      | 21    | 26    | 5 504  |
| 2004 | X Giochi panarabi    | Algeria (bandiera)   | Algeria (bandiera)     | 24 settembre 10 ottobre  | 22    | 32    | 5 525  |
| 2004 | X Giochi panarabi    | Algeri               | Algeria                | 24 settembre 10 ottobre  | 22    | 32    | 5 525  |
| 2007 | XI Giochi panarabi   | Egitto (bandiera)    | Egitto (bandiera)      | 26 settembre 11 novembre | 22    | 33    | 6 222  |
| 2007 | XI Giochi panarabi   | Il Cairo             | Egitto                 | 26 settembre 11 novembre | 22    | 33    | 6 222  |
| 2011 | XII Giochi panarabi  | Qatar (bandiera)     | Qatar (bandiera)       | 9 dicembre 23 dicembre   | 21    | 28    | 8 000  |
| 2011 | XII Giochi panarabi  | Doha                 | Qatar                  | 9 dicembre 23 dicembre   | 21    | 28    | 8 000  |
| 2023 | XIV Giochi panarabi  | Algeria (bandiera)   | Algeria (bandiera)     | 5 luglio 15 luglio       | 22    | 22    | 3 800  |
| 2023 | XIV Giochi panarabi  | Algeria              |                        | 5 luglio 15 luglio       | 22    | 22    | 3 800  |

## Discipline
| - Atletica - Badminton - Beach volley - Biliardo - Bodybuilding - Bowling - Bridge - Calcio - Canottaggio - Ciclismo - Corsa dei cammelli - Ginnastica artistica | - Golf - Judo - Karate - Kickboxing - Lotta - Nuoto - Pallacanestro - Pallamano - Pallanuoto - Pallavolo - Pentathlon moderno - Pugilato | - Scacchi - Scherma - Sollevamento pesi - Sport equestri - Squash - Taekwondo - Tennis - Tennis tavolo - Tiro a segno - Tiro con l'arco - Tuffi - Vela |

## Medagliere
| Pos. | Nazione             |     |     |     | Totale |
| ---- | ------------------- | --- | --- | --- | ------ |
| 1    | Egitto              | 633 | 429 | 375 | 1 437  |
| 2    | Algeria             | 360 | 381 | 393 | 1 134  |
| 3    | Tunisia             | 303 | 273 | 346 | 922    |
| 4    | Marocco             | 299 | 275 | 301 | 875    |
| 5    | Siria               | 243 | 254 | 339 | 836    |
| 6    | Rep. Araba Unita    | 122 | 74  | 49  | 245    |
| 7    | Giordania           | 88  | 140 | 207 | 435    |
| 8    | Iraq                | 87  | 141 | 204 | 432    |
| 9    | Qatar               | 86  | 80  | 112 | 278    |
| 10   | Libano              | 82  | 122 | 189 | 393    |
| 11   | Arabia Saudita      | 76  | 106 | 154 | 336    |
| 12   | Bahrein             | 45  | 31  | 58  | 134    |
| 13   | Kuwait              | 40  | 65  | 123 | 228    |
| 14   | Emirati Arabi Uniti | 34  | 41  | 65  | 140    |
| 15   | Sudan               | 24  | 42  | 37  | 103    |
| 16   | Libia               | 23  | 42  | 57  | 122    |
| 17   | Oman                | 19  | 18  | 27  | 64     |
| 18   | Palestina           | 8   | 23  | 70  | 101    |
| 19   | Yemen               | 7   | 10  | 21  | 38     |
| 20   | Gibuti              | 1   | 2   | 1   | 4      |
| 21   | Yemen del Nord      | 1   | 0   | 1   | 2      |
| 22   | Somalia             | 0   | 4   | 1   | 5      |
| 23   | Mauritania          | 0   | 1   | 0   | 1      |
| 24   | Yemen del Sud       | 0   | 0   | 1   | 1      |
| 25   | Comore              | 0   | 0   | 0   | 0      |